# Eduardo De Lamônica
Eduardo de Lamônica (Cuiabá, 26 de maio 1948) é um professor e ex-reitor da Universidade Federal de Mato Grosso. É formado em Medicina pela Faculdade de Ciências da Saúde da Universidade de Brasília (UnB), tendo pós-graduação em Cirurgia Geral (residência médica) e em Clínica Cirúrgica (especialização), também pela UnB. Sua chegada na UFMT ocorreu em 01 de agosto de 1976 quando foi contratado como professor-horista, e, em 1977, como professor Assistente para a disciplina de Fisiologia Humana. Em 1978, se tornou o primeiro diretor da Faculdade de Ciências Médicas (à época Departamento de Medicina, Centro de Ciências Biológicas e da Saúde - CCBS). Foi também sub-reitor Acadêmico de 1982 a 1984 e reitor de 1984 a 1988.
Ao término de seu mandato, retornou às suas atividades letivas pelo departamento de clínica cirúrgica, minstrando aulas na graduação de Medicina e orientando estudantes no internato. Foi nomeado presidente da empresa telefônica de Mato Grosso durante o seu processo de privatização. Em seguida, participou do processo de contratação da Empresa Brasileira de Serviços Hospitalares (Ebserh) para a gestão do Hospital Universitário Júlio Müller, onde também atua como professor.